# Agnieszka Pietsch-Fulbiszewska
Agnieszka Pietsch-Fulbiszewska (ur. 9 marca 1980) – polska lekkoatletka specjalizująca się w biegach średnich i długich.

## Kariera
Medalistka mistrzostw Polski seniorów ma w dorobku dwa wicemistrzostwa kraju w biegu na 3000 m z przeszkodami (Bydgoszcz 2009 i Bielsko-Biała 2010). Stawała na podium akademickich mistrzostw Polski.

## Rekordy życiowe
| Konkurencja                   | Rezultat | Data            | Miejsce |
| ----------------------------- | -------- | --------------- | ------- |
| Bieg na 800 m                 | 2:10,86  | 21 maja 2005    | Poznań  |
| Bieg na 1500 m                | 4:21,09  | 17 czerwca 2006 | Siedlce |
| Bieg na 3000 m                | 9:30,13  | 3 czerwca 2006  | Wrocław |
| Bieg na 3000 m z przeszkodami | 10:04,95 | 4 września 2010 | Kraków  |